# Guatteria eriopoda
Espèce
Classification phylogénétique
Statut de conservation UICN

 DD  : Données insuffisantes
Guatteria eriopoda est une espèce de plantes du genre Guatteria et de la famille des Annonaceae.